# Subačius
Subačius est une ville de Lituanie ayant en 2005 une population d'environ 1 100 habitants.

## Histoire
Au cours de la Seconde Guerre mondiale, la communauté juive de la ville est assassinée dans des exécutions de masse perpétrées par un Einsatzgruppen de nationalistes lituaniens. 80 juifs sont massacrés, certains à côté de la gare de chemins de fer, d'autres au village  de Kupiškis. Une stèle est visible sur le site du crime.